# One South Dearborn
One South Dearborn is een wolkenkrabber in Chicago, Verenigde Staten. Het gebouw staat op 1 South Dearborn Street. De bouw van de kantoortoren begon in 2003 en werd in 2005 voltooid.

## Ontwerp
One South Dearborn is 173,94 meter hoog, to de hoogste etage gemeten is het echter 152,71 meter hoog. Het gebouw telt 39 etages en bevat naast 19 liften, een bruikbare oppervlakte van 75.994 vierkante meter. Het is in modernistische stijl ontworpen door DeStefano Keating and Partners en bevat naast kantoorruimte, een sportschool en 743 vierkante meter aan detailhandel. De gevel bestaat uit glas en aluminium.
One South Dearborn staat van de straat af. Hierdoor ontstaat aan Dearborn Street een plaza van ongeveer 1.486 vierkante meter, dat bekleed is met Italiaans graniet. Het plein biedt toegang tot de drie verdiepingen hoge lobby, die is afgewerkt met glas en marmer. Een bovengrondse parkeergarage van vier verdiepingen biedt plaats aan 160 voertuigen.